# James Connolly (atleta)
James Brendan Bennet Connolly (Boston, 28 de outubro de 1868 — Brookline, 20 de janeiro de 1957) foi um atleta dos Estados Unidos. Em 1896 tornou-se o primeiro campeão olímpico da história moderna.

## Biografia
Após a criação dos Jogos Olímpicos pelo Comitê Olímpico Internacional em 1894, a primeira edição dos Jogos foi confirmada para disputar-se em Atenas entre 6 e 15 de abril de 1896.
Connolly partiu para a disputa dos primeiros Jogos Olímpicos representando o Suffolk Athletic Club, contrariando a política da Universidade de Harvard que não permitiu a ida do atleta para a Europa.
A primeira final aconteceu na abertura dos Jogos para o salto triplo, um dos eventos em que Connolly competiu. O estilo de salto de Connolly não lembra em nada os saltos usados tempos atuais, mas para a época foi considerado excepcional alcançado a marca de 13,71 metros, conquistando a medalha prateada (medalhas de ouro ainda não existiam) como primeiro colocado. Com sua performance, tornou-se o primeiro campeão olímpico desde Athenian Zopyros nos Jogos Olímpicos antigos em 385.
Ainda em Atenas, Connolly conquistou a segunda melhor marca no salto em altura e o terceiro lugar no salto em distância. Voltou para a Europa para a disputa dos Jogos de Paris em 1900, mas falhou na tentativa de defender o título no salto triplo, ficando atrás do compatriota Meyer Prinstein.
Em 1904, nos Jogos realizados em seu país, Connolly já havia abandonado a carreira como atleta, mas cobriu os Jogos como jornalista. James Connolly morreu em Nova Iorque aos 88 anos de idade.